# Tadeusz Grzebieniowski
Tadeusz Grzebieniowski (ur. 25 lutego 1894 w Monastercu, zm. 10 maja 1973 w Warszawie) – polski historyk literatury angielskiej, profesor Uniwersytetu Łódzkiego i Warszawskiego.

## Życiorys
Był synem Jana (nauczyciela wiejskiego) i Julii z domu Jacyna. Ukończył gimnazjum im. Franciszka Józefa w Dębicy (1912) i podjął studia anglistyczne na Uniwersytecie Jagiellońskim; studiował na UJ do 1914, później także w latach 1921–1923; oprócz anglistyki kształcił się także z germanistyki i romanistyki, jednym z jego wykładowców był Roman Dyboski. W latach 1913–1914 należał do Związku Strzeleckiego; w czasie I wojny światowej służył w 5 pułku piechoty Legionów Polskich, był w tym okresie kilkakrotnie więziony. Kilka lat powojennych spędził w koloniach brytyjskich, w latach 1923–1925 uzupełniał studia (anglistyczne i romanistyczne) na uniwersytetach w Londynie, Paryżu i Dijon. Pracował jako nauczyciel języka angielskiego w gimnazjum w Królewskiej Hucie (obecnie: Chorzów - 1925) oraz w Państwowym Gimnazjum im. Stefana Batorego w Warszawie (w latach 1927–1931). W 1927 obronił na UJ doktorat na podstawie pracy pt. Józef Addison, krytyk literacki.
Od 1929 był lektorem języka angielskiego w Wyższej Szkole Handlowej w Warszawie (od 1933 pod nazwą Szkoła Główna Handlowa w Warszawie). W czasie II wojny światowej działał w organizacji polityczno-dziennikarskiej „Nasza Sprawa” oraz uczestniczył w tajnym nauczaniu (Miejska Szkoła Handlowa w Warszawie, Szkoła Główna Handlowa, Uniwersytet Warszawski); po powstaniu warszawskim przebywał przez kilka miesięcy (do lutego 1945) w obozie w Pruszkowie. Po wojnie powrócił do pracy lektora w Szkole Głównej Handlowej (do 1946), przez krótki czas prowadził również wykłady z anglistyki na UJ. W latach 1946–1954 (ponownie 1957–1964) kierował Katedrą Filologii Angielskiej na Uniwersytecie Łódzkim, uzyskując w 1949 tytuł profesora nadzwyczajnego (habilitował się w 1947 na UJ). Był również profesorem w Katedrze Filologii Angielskiej Uniwersytetu Warszawskiego (1954–1962).
W 1945 został powołany na członka korespondenta Towarzystwa Naukowego Warszawskiego, a w 1948 na członka korespondenta Łódzkiego Towarzystwa Naukowego.  
17 kwietnia 1933 zawarł związek małżeński z Xenią Żytomirską.
Jego zainteresowania naukowe obejmowały historię literatury angielskiej, historię teatru angielskiego i amerykańskiego, językoznawstwo angielskie, historię literatury północnoamerykańskiej i australijskiej. Zajmował się stosunkami polsko-angielskimi w latach 1831–1856 oraz polską emigracją w Anglii w XIX wieku. Analizował prasę angielską XIX wieku oraz twórczość m.in. Johna Galswothy'ego, Thomasa Hardy'ego i George'a Mereditha. Opracował oryginalne metody nauki gramatyki języka angielskiego, przygotował wydanie antologii literatury angielsko-amerykańskiej (1935), był autorem kilku podręczników do nauki języka angielskiego.

## Ordery i odznaczenia
- Krzyż Niepodległości (16 marca 1937)[3]

## Wybrane publikacje
- A First English Book (1934)
- Historia literatury północno-amerykańskiej (1935, [w:] Historia literatury powszechnej)
- Anglia i Polska. Stosunki kulturalne i polityczne w wieku XIX (1947)
- Dramat i scena angielska epoki Odrodzenia (1953)
- Dramat i scena amerykańska XIX i XX wieku (1954)
- Gramatyka opisowa języka angielskiego (1954)
- Sylwetka H. Fieldinga (1954)
- Słownik angielsko-polski i polsko-angielski (1958)
- Z dziejów literatury. Association of the Friends of Poland (1958)
- Słownictwo i słowotwórstwo angielskie (1962)
- Angielska parafraza „Nieboskiej komedii” (1963)
- Morfologia i składnia języka angielskiego (1964)